# Molophilus (Molophilus) perflaveolus
Molophilus (Molophilus) perflaveolus is een tweevleugelige uit de familie steltmuggen (Limoniidae). De soort komt voor in het Palearctisch en Nearctisch gebied.